# Mejji
Mejji  (in arabo مجي‎?) è un centro abitato e comune rurale del Marocco situato nella provincia di Essaouira, regione di Marrakech-Safi. Conta una popolazione di 6 750 abitanti (censimento 2014).